# Михайлов, Иван (генерал)
Иван Михайлов Попов (болг. Иван Михайлов Попов; 22 февраля 1897, Фердинанд, Османская империя — 16 мая 1982) — болгарский военачальник и государственный деятель, министр народной обороны Народной Республики Болгария (1958—1962).

## Биография
Его старший брат Христо Михайлов был известным военачальником и государственным деятелем, участником и руководителем Движения Сопротивления в Болгарии, командиром НОПА Болгарии.
В 1916 г. окончил мужскую гимназию и был призван на военную службу. В 1921 г., получив высшее юридическое образование, работал в районном суде города Лома, затем — в юридической фирме Замфир Попов и Исай Иванчев в городе Фердинанде.
Член БСДРП (т.с.) с 1919 г., принимал активное участие в подготовке в своем регионе Сентябрьского восстания (1923). Являлся боевым командиром. После поражения восстания эмигрировал в Югославию, заочно был приговорен к 7 годам и 6 месяцам заключения. В июне — сентябре 1925 г. на нелегальном положении работал в Болгарии над восстановлением партии и созданием её военизированных организаций. За эту деятельность был заочно приговорен к смертной казни, в сентябре 1925 г. переехал в Москву и стал сотрудником Восточного бюро коммунистической партии.
В 1925—1930 гг. являлся слушателем Военно-технической академии имени Ф. Э. Дзержинского, по окончании обучения получил специальность «инженер-артиллерист». Проходил военную подготовку в составе 11-го артиллерийского полка в Ленинграде.
1931—1939 гг. — в Главном артиллерийском управлении РККА,
1939—1945 гг. — старший преподаватель, начальник отдела образования Тамбовского артиллерийско-технического училища.
Имел воинское звание «инженер-полковник».
В июле 1945 г. вернулся в Болгарию, где был назначен в звании генерал-майора начальником отдела вооружения генерального штаба. В 1947 г. был назначен командующим артиллерийскими войсками Болгарской Народной армии, а в 1950 г. — на пост заместителя министра обороны.
С 1951 по 1971 гг. — заместитель председателя Совета Министров Народной Республики Болгария.
- 1957—1958 гг. — министр транспорта и коммуникаций,
- 1958—1962 гг. — министр народной обороны,
- 1962—1971 гг. — начальник Гражданской обороны.

С 1957 по 1973 гг. являлся заместителем председателя Государственного комитета обороны.
С 1971 по 1981 гг. — член Государственного Совета Народной Республики Болгария.
В 1978 г. ему было присвоено воинское звание генерала армии.
Член Политбюро ЦК БКП (1954—1981). Депутат Народного Собрания НРБ с 1954 г.

## Награды и звания
Герой Народной Республики Болгария (1967). Герой Социалистического Труда НРБ (1962).
Награждён шестью орденами Георгия Димитрова (1955, 1957, 1959, 1962, 1967, 1972).
Кавалер советских орденов Ленина (5.03.1977), Октябрьской Революции (1974) и Красной Звезды (1944).